# 蔵南地区

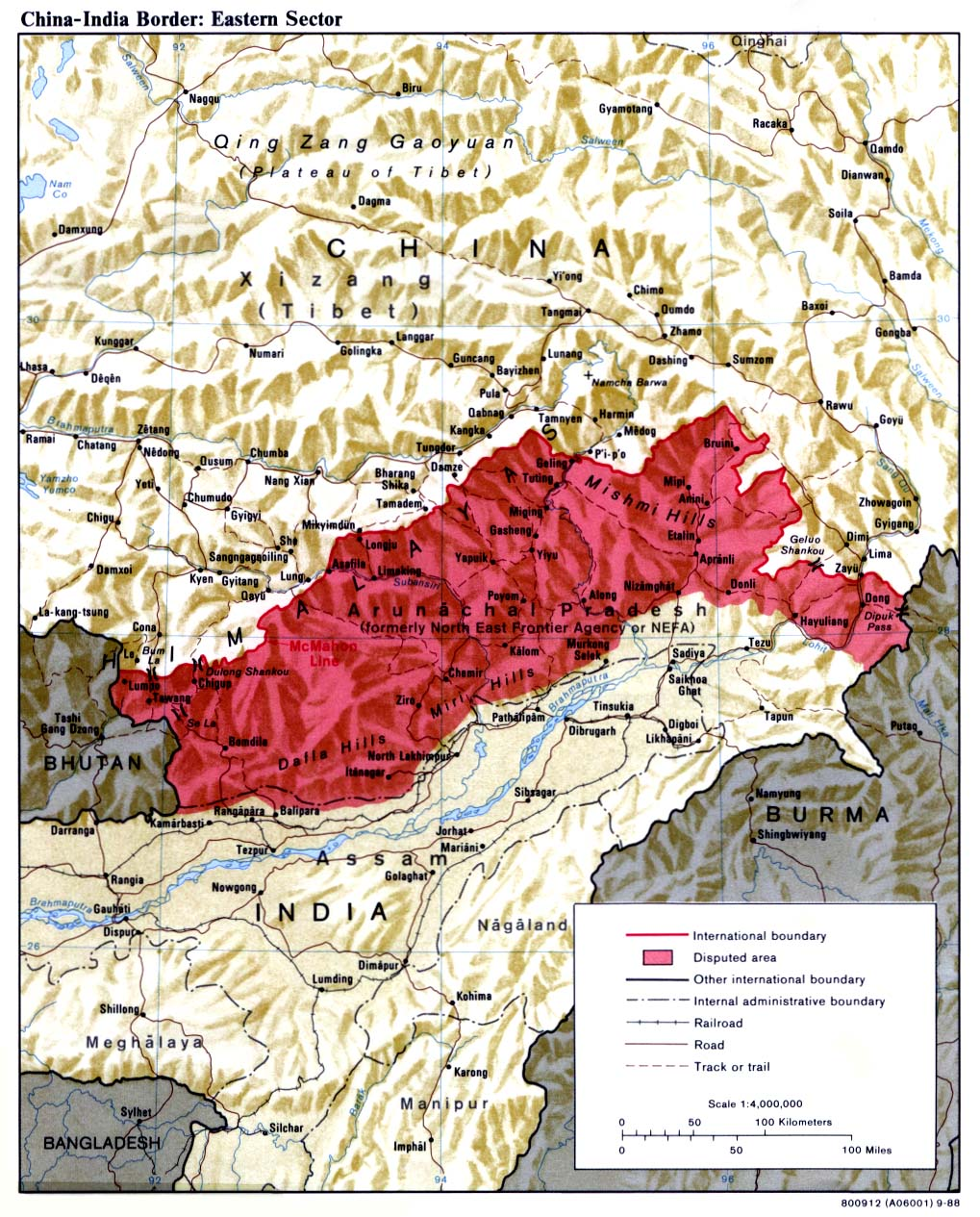
蔵南地区

蔵南地区（ぞうなんちく）または南チベット（なんチベット）はチベット南部の地域呼称、中印国境紛争に関連して特定に地域を指す場合もある。

## 概要
チベット南部のヤルンツァンポ川（ブラマプトラ川）中流域、西部にサガ県から、東部にメンリン県、ヒマラヤ山脈南部からトランス・ヒマラヤ山系北部の一帯、東西約1,000 km、南北約300 kmの地域を指す。この定義によると、南部チベットとはシガツェ市、ラサ市、山南地区 及びニンティ市の大部分を含むことになる。また、山南地区及びニンティ市のヤルンツァンポ川及びその支流の一部、西部はラサ川との合流点から東部はメンリン県東部ヤルンツァンポ渓谷の始原地域までを指す場合もある。
中印国境紛争に関して言及される場合は、1914年シムラ条約で取り決められたマクマホンライン以南の地域の中華人民共和国側の呼称「藏南（Zàngnán）」で、現在、 インド共和国がアルナーチャル・プラデーシュ州（漢字表記「阿鲁纳恰尔邦(阿魯納恰爾邦)」）として実効支配している地域を言う。中華人民共和国政府としては、名目上、西蔵自治区ロカ地区のツォナ・ゾン（錯那県）、ルンツェ・ゾン（隆子県）、ニャンティ地区のメトク・ゾン（墨脱県）、ザユル・ゾン（察隅県）などの各ゾンに分割して帰属させている。

## 中国の六場戦争（六つの戦争）計画
詳細については、「中国人民解放軍#中国人民解放軍の「六場戦争（六つの戦争）」計画」も参照の事。
2013年7月、中国政府の公式見解ではないとしながらも、中国の『中国新聞網』や『文匯報』などに、中国は2020年から2060年にかけて「六場戦争（六つの戦争）」を行うとする記事が掲載された。この「六場戦争（六つの戦争）」計画によれば、中国は2020年から2025年にかけて台湾を取り返し、2028年から2030年にかけてベトナムとの戦争で南沙諸島を奪回し、2035年から2040年にかけて蔵南地区（アルナーチャル・プラデーシュ州）を手に入れるためインドと戦争を行い、2040年から2045年にかけて尖閣諸島と沖縄を日本から奪回し、2045年から2050年にかけて外蒙古（モンゴル国）を併合し、2055年から2060年にかけてロシア帝国が清朝から奪った160万平方キロメートルの土地（外満洲、江東六十四屯、パミール高原）を取り戻して国土を回復するという。
オーストラリア国立大学研究員のGeoff Wadeは、この記事について一部の急進主義者の個人的な見解にすぎないという意見があるが、中国の国営新聞も報道しており、中国政府の非常に高いレベルで承認されたものとみなすことができ、また中国の「失われた国土の回復」計画はすでに1938年から主張されていたと指摘している。
インドのシンクタンクであるセンター・フォー・ランド・ワーフェア・スタディーズ研究員のP.K.Chakravortyは、この記事では中国はインドのアッサム州やシッキム州で独立運動や反乱活動を扇動して、パキスタンへの武器供与によるカシミール攻略などが示唆されており、それらが失敗した後にインドとの全面戦争という段階が想定されているが、シッキム州の現状は中国の執拗な工作が行われているにもかかわらず安定しており、独立運動を扇動するのは困難であり、また中国がミャンマーを介して発生させたアッサム州の暴動はインド政府とミャンマー政府の交渉によって沈静化しているとしながら、2035年までにインド軍は近代化を推進して能力を向上する必要があると指摘した。